# Manifeste First Things First
 (mars 2025).
 (septembre 2023).
Le manifeste First Things First a été rédigé le 29 novembre 1963 et publié en 1964 par Ken Garland, co-signé par une vingtaine de designers graphiques, photographes et étudiants. Il a été soutenu par plus de 400 designers, graphistes et artistes. Il a également reçu le soutien de Tony Benn, député et militant de gauche radicale, qui l'a publié en intégralité dans le journal The Guardian.
En réaction au contexte d’une Grande-Bretagne riche et aisée des années 1960, il cherchait à insuffler une nouvelle radicalité dans une industrie du design que les signataires estimaient devenue paresseuse et trop peu critique. S'appuyant sur les idées partagées par la théorie critique, l’école de Francfort et la contre-culture de l'époque, il réaffirme explicitement la conviction que le design n'est pas un processus neutre et sans valeurs.
Il s’opposait à une culture consumériste du design, mise au service exclusif de la vente de biens ou de services, appelant de ses vœux l’émergence d’une perspective humaniste dans le champ du design graphique et incitant les designers graphiques à délaisser le champ publicitaire pour se consacrer à des activités d’une plus grande utilité publique. 
Le manifeste a été mis à jour et republié avec un nouveau groupe de signataires (Jonathan Barnbrook, Irma Boom, Milton Glaser, Zuzana Licko, Erik Spiekermann et bien d’autres) sous le nom de First Things First Manifesto 2000 .